# Harry Potter in Princ mešane krvi
Harry Potter in Princ mešane krvi (izvirno angleško: Harry Potter and the Half-Blood Prince) je šesta knjiga iz zbirke o Harryju Potterju avtorice J. K. Rowling. Angleški izvirnik je izšel 16. julija 2005. Šesta knjiga je do zdaj najbolj temačna v seriji.
V prvih 24 urah po izidu so po svetu prodali 24 milijonov izvodov - svetovni rekord za katerokoli knjigo.

## Vsebina
Zgodba se začne z Dumbledorjevim prihodom na Rožmarinovo ulico, kjer se pogovori z Dursleyjevimi, nato pa s Harryjem odideta. Odpravita se do  domovanja bivšega učitelja Hudlagoda, kjer ga prepričata, da sprejme službo profesorja čarobnih napojev na Bradavičarki.
Nato se skupaj odpravita do Jazbine, domovanja Ronove družine, kjer Harry preživi preostanek počitnic. Kmalu se jim pridruži tudi Hermiona in skupaj dočakajo sove, ki jim prinesejo rezultate testov.
V šoli izvejo, da je profesor Raws končno dobil mesto profesorja obrambe pred mračnimi silami, čarobne napoje pa sedaj poučuje Huldagold. Ta Harryju nenamerno da učbenik, ki ga je dolgo pred njim imel Princ mešane krvi. Harry se iz učbenika, ki ga je Princ dopolnil in spremenil, veliko nauči, a v knjigi najde vedno bolj nevarne in krute uroke.
Harry se od Dumbledorja veliko nauči, saj mu ta razkriva, kaj je ugotovil o Mrlakensteinovi preteklosti. Izkaže se, da je Mrlakensteinu profesor Hudlagod razložil, kako delujejo skrižvni. Ta je pridobljeno znanje izkoristil in s pomočjo uroka svojo dušo raztrgal na sedem kosov, s čimer je postal skoraj nesmrten. Harry izve, da mora najprej uničiti vseh šest skrižvenov, nato pa se bo moral spopasti z Mrlakensteinom. V tej bitki bo eden izmed njiju umrl.
Dumbledore Harryju ponudi priložnost, da skupaj uničita enega izmed skrižvenov. V podzemni votlini najdeta jezero, na otoku na njem pa posodo. Dumbledore izpije vsebino posode, saj je to edini način, da prideta do skrižvena. Nato iz jezera pridejo mrtveci, ki ju napadejo. Tekočina in bitka Dumbledoreja zelo izmučita in Harry ga komaj zvleče v Meryascoveeno. Nad Bradavičarko pa zagledata temno znamenje, znak Mrlakensteinovih privržencev, in odletita proti šoli.
Izkaže se, da je Dreco Malfoy v šolo spustil Jedce smrti, nato pa bi moral po Mrlakensteinovih ukazih ubiti Dumbledorja. Tega ne zmore in kaže, da se bo Dumbledore rešil, a takrat na stolp pridrvi Raws in Dumbledoreja ubije. Sledi bitka med Jedci smrti na eni ter pripadniki Feniksovega reda in Dumbledorjeve armade na drugi strani. V zmedi bitke Dreco in Raws pobegneta.
Harry se zaljubi v Ginny Weasley, vedno bolj očitna pa je tudi ljubezen med Ronom in Hermiono. Na koncu knjige se Harry zaobljubi, da bo poiskal in uničil skrižvene, nato pa ubil Mrlakensteina ali pa med bitko z njim umrl. Ron in Hermiona obljubita, da bosta šla z njim, še prej pa bodo skupaj odšli na poroko Fleur Delacour in Billa Weasleyja. Harry se s težkim srcem loči od Ginny, saj ve, da bi jo kot njegovo izvoljenko Mojster gotovo uporabil, da bi prišel do njega.